# Elezioni federali in Canada del 1874
L'elezione federale canadese del 1874 si tenne il 22 gennaio 1874 ed è stata la terza elezione federale della storia del Canada. L'elezione ha coinvolto le province di Columbia Britannica, Manitoba, Ontario, Québec, Nuovo Brunswick, Nuova Scozia, con l'aggiunta dell'Isola del Principe Edoardo.
L'affluenza è stata 69,6%

## Partiti e leader

### Conservatori
Il Partito Conservatore del Canada ha perso il governo due mesi prima delle elezioni, a causa dello scandalo del Pacific Scandal, nonostante avesse una grande maggioranza dopo le elezioni del 1872. Il partito, tradizionalmente di centro-destra, era ancora guidato da John A. Macdonald, che aveva perso il governo ma continuava a essere il leader del partito.

### Liberali
I Liberali si spostarono ulteriormente verso il centro con il loro nuovo leader Alexander Mackenzie, soprattutto dopo lo scandalo che aveva coinvolto il governo di John A. Macdonald nei mesi precedenti. Mackenzie era un moderato nel partito ed era molto popolare tra il pubblico.

### Conservatori-Liberali
I Conservatori-Liberali continuarono a collaborare con i Conservatori, rimanendo la fazione più radicale della destra. Il loro leader rimase John A. Macdonald, ma furono meno danneggiati dallo scandalo che colpì il suo governo.

## Risultati

Risultati delle elezioni federali in Canada del 1874

### Risultati nazionali
| ! Partito             | Leader              | Percentuale | Seggi |
| --------------------- | ------------------- | ----------- | ----- |
| Liberali              | Alexander Mackenzie | 39,49%      | 129   |
| Conservatori          | John A. Macdonald   | 30,11%      | 65    |
| Conservatori-Liberali | John A. Macdonald   | 12,37%      | 26    |
| Indipendenti          |                     | 26,69%      | 12    |

### Risultati per provincia
| ! Partito             | Québec | Ontario | Nuovo Brunswick | Nuova Scozia | Colombia Britannica | Manitoba | Isola del Principe Edoardo | Totale |
| --------------------- | ------ | ------- | --------------- | ------------ | ------------------- | -------- | -------------------------- | ------ |
| Liberali              | 34     | 61      | 10              | 15           | 3                   | 1        | 5                          | 129    |
| Conservatori          | 17     | 15      | 3               | 2            | 1                   | 1        | 1                          | 39     |
| Conservatori-Liberali | 12     | 10      | 1               | 2            | 1                   | 0        | 0                          | 26     |
| Indipendenti          | 0      | 2       | 3               | 2            | 1                   | 2        | 0                          | 12     |

## Governo
Il Partito Liberale del Canada formò il quarto governo nella storia del Canada dopo la loro vittoria storica, la prima vittoria in un'elezione federale, ottenendo una maggioranza assoluta. Alexander Mackenzie fu confermato primo ministro, grazie alla sua grande popolarità tra il pubblico.